# وزارة الاقتصاد والتخطيط (السعودية)
وزارة الاقتصاد والتخطيط هي الوزارة المسؤولة عن تنظيم الشؤون الاقتصادية في المملكة العربية السعودية ووضع الخطط التنموية بما يتوافق مع رؤية صُناع القرار السعودي، ويتولى الوزارة فيصل بن فاضل بن محسن الإبراهيم الذي كلف بها في 2 مايو 2021 خلفًا لوزير المالية المكّلف محمد عبد الله الجدعان.

## الرؤية
أن تكون الممكّن الرئيس لاستدامة التنمية والتنوع الاقتصادي في المملكة.

## الرسالة
تطوير السياسات الاقتصادية والخطط التنموية بناءً على المعرفة والتحليل المبني على البراهين، ودعم تحقيق أهداف رؤية المملكة 2030 بالشراكة مع مختلف الأجهزة الحكومية.

## التأسيس
أنشأت المملكة العربية السعودية وزارة التخطيط سنة 1390هـ (1970م)، ومهام الوزارة تتلخص في توزيع الموارد وتوجيهها لأغراض التنمية والبنية التحتية ومتابعة نمو الاقتصاد السعودي استيراداً وتصديراً ووضع الخطط التنموية العريضة بما يتوافق مع رؤية صُناع القرار السعودي، وقامت الوزارة منذ إنشائها بإعداد ستة خطط خمسيّة تنموية تمحورت حول رفع مستوى دخل المواطن ومستويات المعيشة إضافة إلى تحسين جودة البُنى التحتية في الدولة، علماً بأن الوزارة لا تقدم خدمة مباشرة للمواطن وإنما تتابع وتحسن من كفاءة الخدمات التي تقدمها المؤسسات الحكومية الأخرى وفق السياسة الداخلية في المملكة العربية السعودية. ثم تحولت إلى وزارة التخطيط التي صدر مرسوم ملكي بتاريخ 17 /7/ 1380هـ يقضي بإنشاء المجلس الأعلى للتخطيط من أجل تخطيط وتنسيق سياسة الإنماء الاقتصادي بين الوزارات والمصالح والإشراف عليها ومتابعة تنفيذها.

## الدور الرئيسي للوزارة
إعداد وتنسيق جميع الخطط القطاعية على المستوى الوطني بحيث تُسهم جميع الجهات الحكومية في إعداد الخطط الخمسية.

## الهيكل التنظيمي للوزارة
- المسؤول الأول وزير التخطيط، باعتباره عضواً في مجلس الوزراء يُشارك في إقرار الخطوط العريضة لسياسة الدولة وتوجهاتها حيث يدفع بالعمل في وزارة التخطيط إلى ما يحقق التوجهات الوطنية.
- وكيل الوزارة المسؤول التنفيذي حيث يعاونه عدد كبير من موظفي الدولة تُسند إليهم صلاحيات محددة، ويقوم الوكيل بإدارة جميع أوجه النشاط والمهام التنفيذية من أجل تحقيق رسالة الوزارة.
- ترتبط الوكالات المساعدة بالوكيل ويشرف على تلك الوكالات الوكلاء المساعدون، وتتبع لهم الإدارات المختلفة، حيث يتكون الهيكل التنظيمي للوزارة من وكيل وزارة واحد وأربع وكالات مساعدة وسبع عشرة إدارة رئيسية وثلاثة فروع.[5]

## المهام
- إعداد تقرير اقتصادي دوري عن المملكة.
- إعداد خطط التنمية الخمسية للمملكة.
- تقدير إجمالي المبالغ اللازمة لتنفيذ خطط التنمية.
- إجراء الدراسات الاقتصادية الموكلة لها من مؤسسات الدولة المختلفة.
- جمع وتحليل ونشر البيانات والمعلومات الإحصائية بمختلف مجالاتها الاجتماعية والاقتصادية والسكانية.
- مساعدة الجهات الحكومية الأخرى في المسائل المتعلقة بالتخطيط والإحصاءات.
- تقديم المشورة الفنية فيما يكلفها به خادم الحرمين الشريفين والإعداد والإشراف على تنفيذ عملية التعداد العام للسكان والمساكن في المملكة.
- جمع البيانات الإحصائية التي ترد من الأجهزة الحكومية الأخرى وتبويبها وتحليلها والاستفادة منها في إعداد النشرات الإحصائية المختلفة.

## المبادرات
أطلقت وزارة الاقتصاد والتخطيط عدداً من المبادرات التي تعزز العلاقات الاقتصادية الدولية مع بعض الدول مثل دولة الإمارات التي جمعتهما مبادرة (مجلس التنسيق السعودي الإماراتي) الذي تم تأسيسه باتفاقية بين السعودية والإمارات في عام 2016م لتعزيز اقتصاد البلدين، والتعاون السياسي والعسكري والأمني، وتحقيق الأهداف المشتركة. كما أطلقت الوزارة مبادرة (الرؤية السعودية اليابانية 2030) مع اليابان في عام 2017م، وتحتوي الرؤية على 43 مشروع اتفق عليها الطرفين في قطاعات متنوعة مثل: البنية التحتية، والصناعات المنافسة، والطاقة والاستثمار، والرعاية الطبية، والإعلام والترفيه. وأيضا مبادرة (الرؤية السعودية الكورية 2030) التي أطلقت في 2017م وتم من خلالها الاتفاق على 40 مشروعاً ومبادرة بين البلدين في عدد من المجالات مثل: الطاقة والتصنيع، والبنية التحتية الذكية، والتحول الرقمي، وبناء القدرات، والرعاية الصحية، وعلوم الحياة، والمنشآت الصغيرة والمتوسطة والاستثمار، كما شملت مبادرات الوزارة على مبادرة (صندوق التنمية الوطني) لرفع مستوى أداء الصناديق والبنوك التنموية في المملكة مثل: صندوق التنمية العقارية، وصندوق السعودي للتنمية، وصندوق التنمية الصناعية السعودي، وصندوق التنمية الزراعية، وبنك التنمية الاجتماعية، وصندوق تنمية الموارد البشرية. وأطلقت الوزارة في العام 2016م المركز الوطني للدراسات الاستراتيجية التنموية الذي يهدف إلى دعم التخطيط الاستراتيجي والاقتصادي في القطاع الحكومي والخاص.

## انظر ايضاً
- قائمة وزارات السعودية
- الرياض
- وزارة العدل
- وزارة الإعلام

## وصلات خارجية
- موقع الوزارة الرسمي
- الاقتصـاد والتخطيط وملامح المستقبل.